# Saraiella iuncta
Saraiella iuncta är en tvåvingeart som först beskrevs av Sarà 1958.  Saraiella iuncta ingår i släktet Saraiella och familjen fjärilsmyggor. Inga underarter finns listade i Catalogue of Life.